# Poções
Poções là một đô thị thuộc bang Bahia, Brasil. Đô thị này có diện tích 962,857 km², dân số năm 2007 là 44678 người, mật độ 50,8 người/km².